# We Invented Paris
We Invented Paris ist ein europäisches Künstlerkollektiv beziehungsweise Band mit Zentrum in Basel, Schweiz.
Das Kollektiv vereint nicht nur Musiker, sondern auch anderweitig tätige Kreative – so steht der Bandname stellvertretend für ein interdisziplinäres Kunstprojekt, an dem auch Fotografen, Filmkünstler, Grafiker und Designer, vor allem aus der Schweiz und aus Deutschland mitwirken.

## Geschichte
We Invented Paris wurde 2010 von Flavian Graber, einem Schweizer Sänger und Songwriter aus Liestal, ins Leben gerufen, der bis dahin solo unter dem Künstlernamen "Flavian" Musik machte. Im März 2010 nahm er in Mannheim mit Produzent Alex Sprave ein Album auf und entschied sich anschließend, sein Solo-Projekt zu beenden und mit dem Album im Sommer 2011 das Künstlerkollektiv "We Invented Paris" ins Leben zu rufen. Graber gewann Freunde für eine CouchSurfing-Tour im Herbst 2010 durch fünf Länder, mit dabei waren Stefan Schneider (Schlagzeug), Michael Rückert (Keyboard, Bass), Bruce Klöti (E-Gitarre, Bass) und Timm Markgraf (Filmemacher).
Die Band hat mit ihrer Musik, aber vor allem auch mit ihrem Konzept des Künstlerkollektivs und den damit verbundenen Kreativaktionen immer wieder für Aufsehen gesorgt. Das Kollektiv, das sich selbst als Familie bezeichnet, verfolgt einen engagierten Do-it-yourself-Weg, der sich dadurch auszeichnet, aussergewöhnliche und aufwändige Aktionen durchzuführen, um die Musik zum Hörer zu bringen. So wurde die Band zuerst mit ihrer Aktion bekannt, eine Couchsurfing-Tour zu spielen, bei der sie sechs Wochen durch Europa fuhren und in Wohnzimmern Konzerte spielten. Weiter verfolgten sie Aktionen wie Speedgigs 30 Konzerte an einem Tag, Gründung des eigenen Plattenlabels Spectacular Spectacular durch Frontmann Flavian Graber, Kreation von eigenen Aktien als Crowdfunding Aktion für die Finanzierung des zweiten Albums. So ist We Invented Paris auch für ihre Nähe zu den Fans bekannt: Vieles wie z. B. CD-Verpackungen werden von Hand selbst vom Kollektiv gemacht, Weihnachtskekse verschickt und live beinahe in jeder Location unabhängig von der Grösse einzelne Lieder unverstärkt mitten im Publikum gespielt. So schreibt das Göttinger Tagblatt: „Alles wird noch selbst gemacht. Aber vom Feinsten.“
Die Band konnte seit Beginn stetig grössere Erfolge feiern und Partner gewinnen. Dazu zählen Motor Entertainment, FKP Scorpio, Rough Trade und andere, die We Invented Paris in Promotion, Booking und Vertrieb unterstützen. 2012 gewannen sie die TV Noir Rakete, 2013 den Publikumspreis des Basler Pop-Preises 2012. 2012 spielte die Band zwei Headlining-Touren durch Deutschland und spielte bei renommierten Festivals wie unter anderem das Southside Festival, Hurricane Festival und die AVO Session, die Medienpräsenz und Radio Airplay bei Sendern wie N-Joy, Radio SRF 3, Fritz RBB, MDR Sputnik, SWR3, ego.fm, echo-fm, FluxFM, Campus & City Radio St. Pölten etc. untermauern.
Im Februar 2013 nahm die Band im Schloss Röhrsdorf bei Dresden, wo sie auf der ersten Tour bereits ein Konzert gespielt hatten, ihr zweites Album auf.

## Live
We Invented Paris spielte am 29. Oktober 2010 ihr erstes Konzert im parterre, Basel. Dies war der Start der Tour d'Europe – eine Couchsurfing-Tour mit über 40 Konzerten in Deutschland, Österreich, Niederlande, Belgien und der Schweiz, bei welchen sie bei Fremden und Bekannten zu Hause Konzerte veranstalteten. Schnell fand das Konzept vor allem über Social Media wie Facebook und Internetmagazine Aufmerksamkeit, so spielte We Invented Paris weitere Konzerte in Cafés, kleinen Clubs und eine Support-Tour für die deutsche Band Kettcar im November 2010.
Im Januar 2011 spielten drei Musiker des Künstlerkollektivs bei der Musiksendung TV Noir in Berlin, was sich als Sprungbrett für die Band herausstellte, da neben den Videos der TV Noir Auftritte der Band auch TV Noir als Sendung im Anschluss einen grossen Bekanntheitsschub erlangte und die Sendung bald darauf von ZDFkultur übertragen wurde. We Invented Paris wurde Ende desselben Jahres auch mit dem Musikpreis "TV Noir Rakete" ausgezeichnet.
Im Frühjahr 2011 startete die Band ihre zweite Headliner-Tour, wiederum mit Start in Basel beim Clubfestival BScene, auf welches drei Wochen Tour in Deutschland folgten – dieses Mal durch Clubs. Am 21. April 2011 spielte We Invented Paris knapp 30 Speedgigs an einem einzelnen Tag in Heidelberg. Die fünfköpfige Besetzung spielte jeweils Minikonzerte in Läden, Cafés und an Strassenecken und verteilten Karten für das Konzert in voller Länge am selben Abend in der Halle02. Im Zuge der Tour veröffentlichte die Band auch ihre erste EP 'Iceberg' mit gleichnamiger Single.
Nach einigen Festivalauftritten im Sommer startete die Band im September 2011 die Tour d'Ouverture, eine vierwöchige Clubtour im Rahmen der Veröffentlichung des Debütalbums We Invented Paris. Über 5000 Personen kamen zu den 25 Konzerten, die mit einer Ausnahme, der offiziellen Release-Show in Basel in der Hinterhof Bar am 3. November 2011, ausschließlich in Deutschland stattfanden.
Im Februar und März 2012 ging We Invented Paris zusammen mit Singer-Songwriter Moritz Krämer gemeinsam auf TV Noir Tour durch Deutschland und spielte 21 Auftritte im TV Noir-typischen Wohnzimmerkonzertstil. Anschließend und durch den Sommer folgten einige Festival-Highlights wie z. B. das Zermatt Unplugged, Southside Festival & Hurricane Festival, Maifeld Derby, Obstwiesenfestival, Summerstage Basel, Open Flair etc. bevor sie im Herbst wieder auf vierwöchige deutsche Clubtour gingen: Action Nouvelle Tour. Im Rahmen einer gleichnamigen selbstkreierten Crowdfunding Aktion, bei der Fans Aktienanteile am zweiten WIP Album kaufen können, stellte die Band bei 15 meist ausverkauften Konzerten neue Songs und die Aktionärsidee vor. Das Jahr schloss die Band dann bei Auftritten als Support von Headliner Rod Stewart bei der renommierten AVO Session Basel, beim RollingStone Weekender und mit einem Auftritt bei der Bandentdeckungssendung des Schweizer Fernsehens 8x15 ab.
Im Jahr 2013 spielten We Invented Paris bisher nur vereinzelte Konzerte wie beispielsweise beim m4music-Festival, da sie sich auf die Produktion ihres zweiten Albums konzentrieren.

## Diskografie
- 2010: Tour d’Europe (EP, limitierte handgemachte Auflage, nur bei Konzerten im Verkauf)
- 2011: We Invented Paris - TV noir Special Edition (EP)
- 2011: Iceberg (EP)
- 2011: We Invented Paris (Album)
- 2012: A View That Almost Kills (Single)
- 2012: Bubbletrees (Single)
- 2014: Mont Blanc (Single)
- 2014: Rocket Spaceship Thing (Album)
- 2017: Looking Back (Single)
- 2017: Kaleidoscope (Single)
- 2017: Catastrophe (Album)
- 2019: Are We There Yet (Album)
- 2020: Waltz Away (Album)